# Jules Gros (1838-1919)
Pour les articles homonymes, voir Gros et Jules Gros.
Jules Gros est un homme politique français né le 17 janvier 1838 à Besançon (Doubs) et décédé le 19 mars 1919 à Besançon.
Il étudie au lycée de Besançon, puis à la faculté de Droit. Avocat à Besançon, il se lance très vite dans le journalisme et la politique.

## Carrière politique
Il est nommé sous-préfet de Montbéliard de 1878 à 1880, puis administrateur du Territoire de Belfort de 1880 à 1882. Député du Doubs de 1885 à 1889, il siège dans la majorité opportuniste.

## Activités dans le journalisme
Il est rédacteur à la Revue littéraire bisontine qui parait de 1863 à 1868. Puis il crée une feuille satirique éphémère en 1866. En 1869 il fonde avec quelques amis, dont Édouard Ordinaire et  Antonin Fanart, le Doubs journal démocratique. C’est un organe républicain violemment opposé au second Empire. Il anime plusieurs réunions publiques afin de concourir aux idées socialistes radicales, alors que les événements de Paris initient un projet de Commune de Besançon. Les responsables sont poursuivis plusieurs fois en justice. Jules Gros est condamné à 15 jours de prison en mai 1870 à la suite de quoi il quitte le journal.
Il travaille un temps à la Démocratie franc-comtoise. Installé à  Paris, il est journaliste à l’Opinion Nationale avant d'être rédacteur à la Correspondance Républicaine et à La Presse Parisienne.
Il revient à Besançon et poursuit son activité journalistique en fondant, en août 1883, le Petit Comtois, quotidien républicain démocratique.
Vers 1890, il devient un membre très actif du syndicat de la presse républicaine départementale.
Son beau frère, Victor-Aristide Delavelle, maire de Besançon (1881-1884), est le premier rédacteur en chef du Petit Comtois. 
Il meurt le 19 mars 1919 à Besançon (Doubs).

## Sources
- « Jules Gros (1838-1919) », dans Adolphe Robert et Gaston Cougny, Dictionnaire des parlementaires français, Edgar Bourloton, 1889-1891 [détail de l’édition]
- « Jules Gros (1838-1919) », dans le Dictionnaire des parlementaires français (1889-1940), sous la direction de Jean Jolly, PUF, 1960 [détail de l’édition]
- sur le site Mémoire vive patrimoine numérisé de Besançon : A la loupe : le Petit comtois